# Casa de Henry Gray Turner
La Casa Henry Gray Turner, también conocida como Nocturne, es un sitio histórico en Quitman, Georgia. La finca, incluida la casa, las dependencias y los terrenos, se añadió al Registro Nacional de Lugares Históricos el 8 de enero de 1980. La propiedad está ubicada en 802 Old Madison Road. La casa está asociada con Henry G. Turner.

## Construcción
Los planos están marcados con Munn &amp; Co., una de las primeras firmas de abogados especializadas en patentes cuyo propietario , Orson Desaix Munn, se convirtió en el editor de Scientific American. Los planos originales, dibujados a mano sobre pergamino, se encontraron en el ático de la casa y se exhiben en la misma. La casa fue construida por TJ Darling de Waycross, Georgia. Es una casa de dos pisos. Sus fundamentos también son significativos. 